# Liste der Monuments historiques in Roquebrune-Cap-Martin
Die Liste der Monuments historiques in Roquebrune-Cap-Martin führt die Monuments historiques in der französischen Gemeinde Roquebrune-Cap-Martin auf.

## Liste der Bauwerke
| Bezeichnung                  | Beschreibung                                                                                             | Standort                                                 | Kennzeichnung | Schutzstatus   | Datum     | Bild           |
| ---------------------------- | --- | -------------------------------------------------------- | ------------- | -------------- | --------- | -------------- |
| Mausoleum                    | Reste eines römischen Grabmals                                                                           | 41, avenue Paul Doumer (Lage)                            | PA00080823    | Classé         | 1951      | weitere Bilder |
| Site corbuséen du Cap Martin | Tanzlokal, 1948/49, Ferienhaus Le Cabanon und Wohnzellen für Camper, Entwurf Le Corbusier, 1952–57       | Promenade Le Corbusier (Lage)                            | PA00132719    | Classé Inscrit | 1996 1994 | weitere Bilder |
| Villa E-1027                 | Wohnhaus, Entwurf Eileen Gray und Jean Badovici, 1926–29; Wandgemälde, Le Corbusier, 1938                | Massolin Promenade Le-Corbusier (Lage)                   | PA00080824    | Classé         | 2000      | weitere Bilder |
| Grotte du Vallonnet          | Fundplatz des späten Villafranchiums                                                                     | Chemin de Menton (Lage)                                  | PA00080821    | Classé         | 2004      |                |
| Burg Roquebrune-Cap-Martin   | ab dem Ende des 10. Jahrhunderts                                                                         | (Lage)                                                   | PA00080819    | Inscrit        | 1927      | weitere Bilder |
| Kloster Saint-Martin         | Ruinen                                                                                                   | Avenue du Sémaphore (Lage)                               | PA00080822    | Inscrit        | 1970      |                |
| Villa Cypris                 | Villa im byzantinischen Stil, Entwurf Édouard Arnaud, kurz nach 1904; Gartenanlage von Raffaële Maïnella | Avenue Douine (Lage)                                     | PA00080958    | Inscrit        | 1990      | weitere Bilder |
| Villa Torre Clementina       | Villa, Entwurf Lucien Hesse, kurz nach 1904; Inneneinrichtung und Gartenanlage von Raffaële Maïnella     | Cap-Martin-Dragonnière Avenue Impératrice-Eugénie (Lage) | PA00080959    | Inscrit        | 1991      | weitere Bilder |

## Liste der Objekte
Zum Verständnis siehe: Kirchenausstattung
- Monuments historiques (Objekte) in Roquebrune-Cap-Martin in der Base Palissy des französischen Kultusministeriums